# 3 mai
ianuarie • februarie • martie  • aprilie  • mai  • iunie  • iulie  • august  • septembrie  • octombrie  • noiembrie  • decembrie
3 mai este a 123-a zi a calendarului gregorian și ziua a 124-a în anii bisecți. Mai sunt 242 de zile până la sfârșitul anului.

## Evenimente

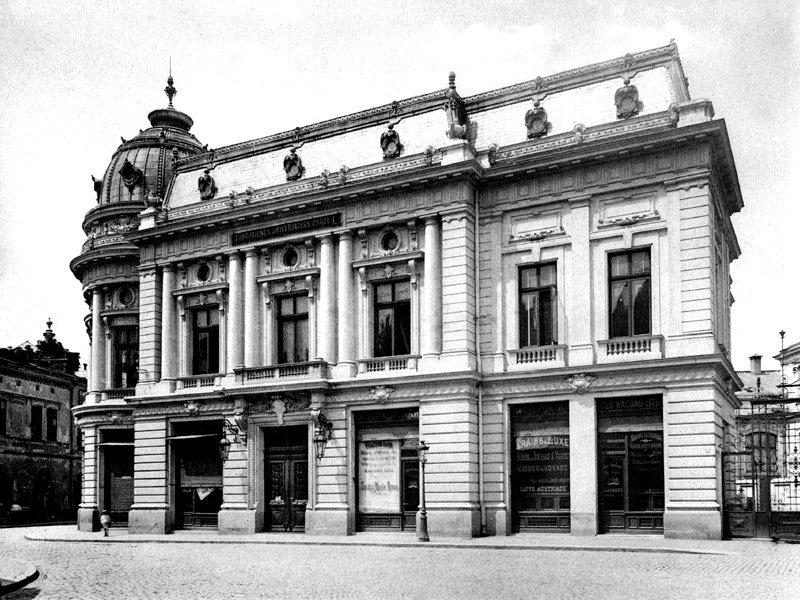
1891: Se înființează "Fundația Universitară Carol I", actuala Bibliotecă Universitară din București.

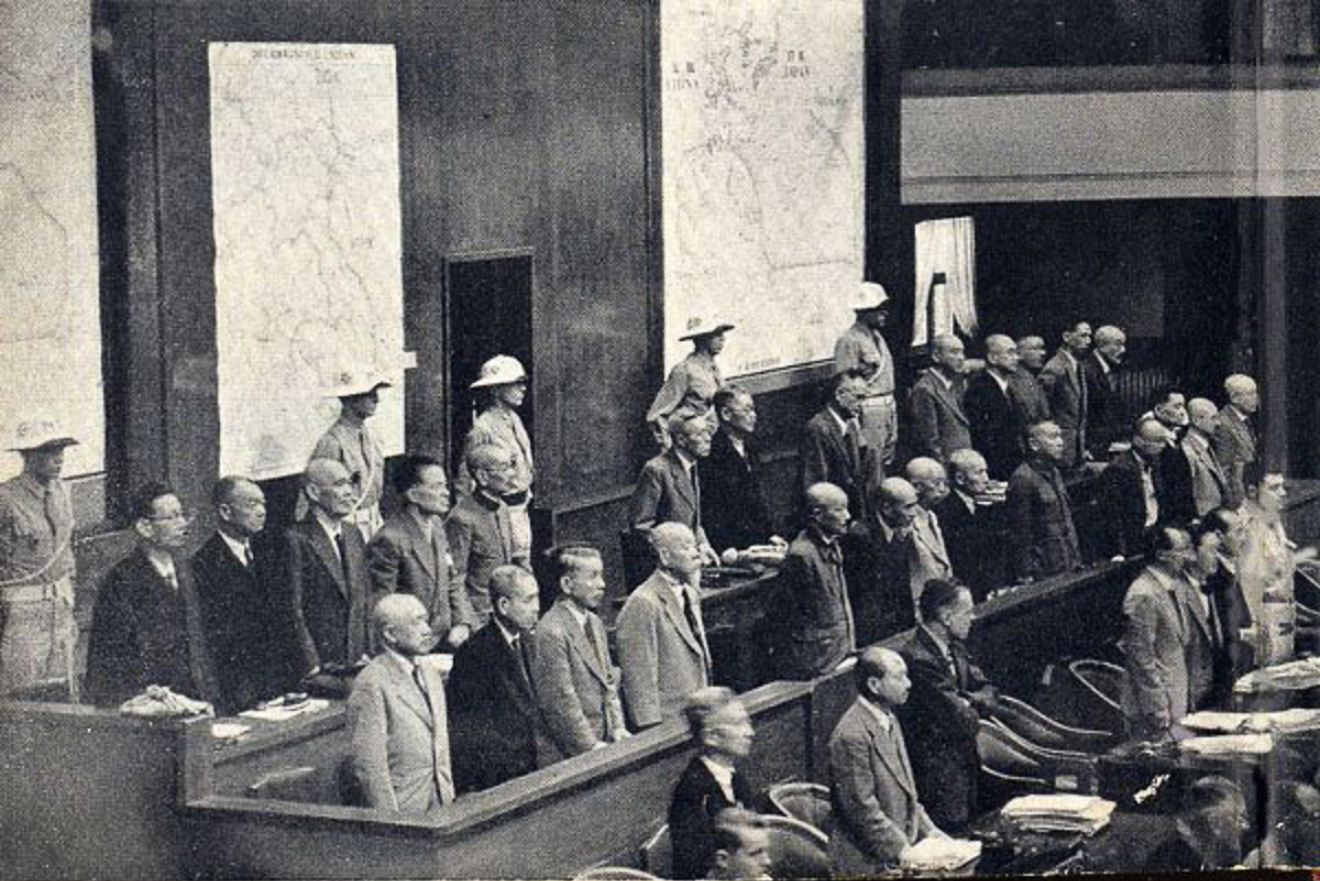
1946: Potrivit rechizitoriului din 29 aprilie începe audierea în procesele de la Tokyo împotriva membrilor japonezi ai armatei imperiale și a foștilor oficiali guvernamentali.

- 1494: Cristofor Columb descoperă Jamaica.
- 1560: Diaconul Coresi și Tudor diacul încep tipărirea (până la 30 ianuarie 1561), la Brașov, a primului „Tetraevanghel” în limba română.
- 1720: Frederic I este încoronat rege al Suediei după ce soția lui, Ulrica Eleonora, a abdicat.
- 1847: La Iași, are loc premiera comediei Piatra în casă, de V. Alecsandri.
- 1848: Are loc marea Adunare Națională de la Blaj, în cadrul căreia românii ardeleni au adoptat programul Revoluției române din Transilvania, „Petițiunea Națională".
- 1860: Carol al XV-lea al Suediei-Norvegiei este încoronat rege al Suediei.
- 1891: Se înființează "Fundația Universitară Carol I", actuala Bibliotecă Universitară din București.
- 1899: Se înființează Ferencvárosi Torna Club, cea mai titrat club din Ungaria.
- 1924: Echipa României de rugby câștigă prima medalie olimpică pentru țara noastră.
- 1937: Romanul Pe aripile vântului al scriitoarei Margaret Mitchell câștigă premiul Pulitzer.
- 1946: Potrivit rechizitoriului din 29 aprilie începe audierea în procesele de la Tokyo împotriva membrilor japonezi ai armatei imperiale și a foștilor oficiali guvernamentali.
- 1948: Președintele SUA, Harry Truman, semnează legea privind instituirea „Planului Marshall" (planul a fost prezentat la 5 iunie 1947 de secretarul de stat George Marshall).
- 1959: Se achiziționează prima mașină de copiat peliculă negativ-pozitiv.
- 1975: La vârsta de 13 ani și jumătate, Nadia Comăneci devine campioană absolută a Europei la gimnastică, precum și pe aparate (sărituri, paralele și bârnă).
- 1979: Margaret Thatcher a câștigat alegerile și a devenit prima femeie prim–ministru din istoria Marii Britanii. A deținut această funcție până la 22 noiembrie 1990.
- 1990: Demonstranții din Piața Univesității primesc un mesaj de solidaritate din partea lui Eugen Ionescu, care se declara „academician golan".
- 1991: Asociația mondială a ziarelor și Federația Internațională a Editorilor de Ziare adoptă ziua internațională a libertății presei.
- 1996: Javier Solana, Secretarul general al NATO, efectuează prima vizită la București.
- 1997: Garry Kasparov începe partida de șah cu supercomputerul IBM Deep Blue.
- 1997: Semnarea, la Kiev, a Tratatului cu privire la relațiile de bună vecinatate și cooperare dintre România și Ucraina, de către miniștrii de externe.
- 1998: Președintele german, Roman Herzog, deschide „Anul Fontane", care marchează centenarul morții scriitorului Theodor Fontane (20 septembrie 1898).
- 2004: Organizația arabă a drepturilor omului – OADH – a solicitat ONU să formeze o comisie de anchetă cu privire la „torturile sistematice practicate de forțele de ocupație din Irak".

## Nașteri
- 0612: Constantin al III-lea, împărat bizantin (d. 641)
- 1415: Cecily Neville, mama lui Edward IV al Angliei și a lui Richard III al Angliei (d. 1495)
- 1446: Margareta de York, soția lui Carol Temerarul, duce de Burgundia (d. 1503)
- 1469: Niccolò Machiavelli, scriitor, om politic și istoric italian, reprezentant al istoriografiei renascentiste (d. 1527)
- 1678: Amaro Pargo, corsar și comerciant spaniol (d. 1747)
- 1680: Nicolae Mavrocordat, domn al Moldovei (d. 1730)
- 1713: Alexis Clairaut, matematician francez (d. 1765)
- 1761: August von Kotzebue, dramaturg german (d. 1819)

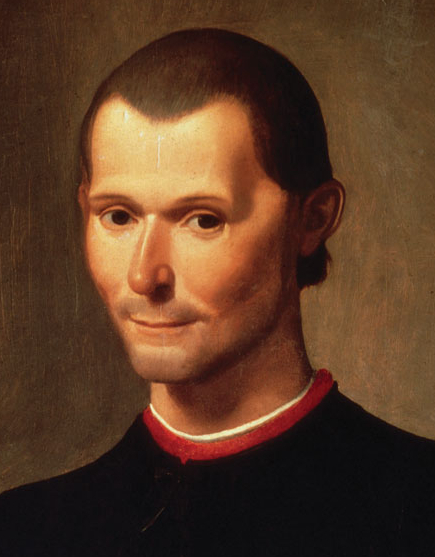
Niccolò Machiavelli, scriitor, om politic și istoric italian
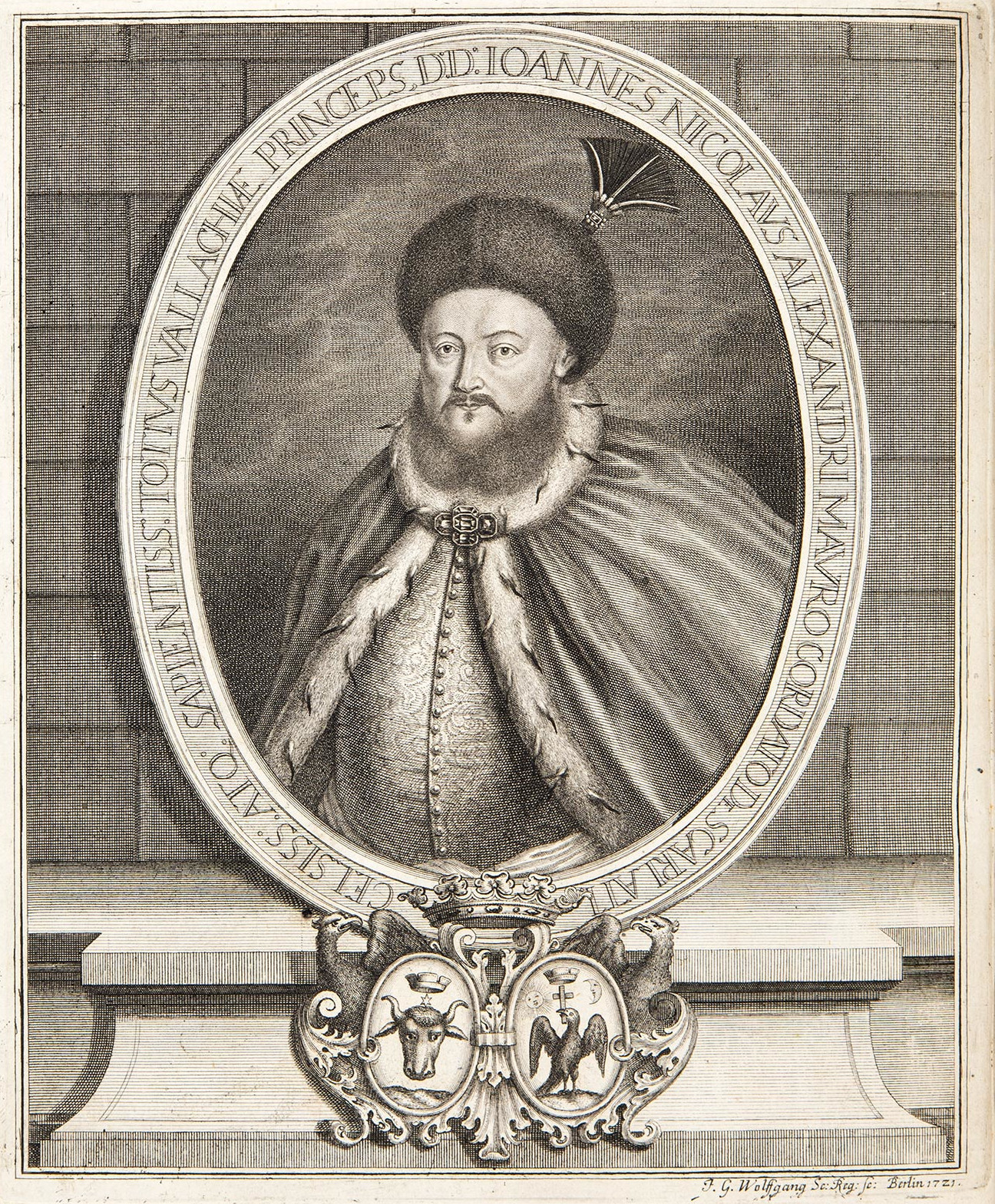
Nicolae Mavrocordat, domn al Moldovei
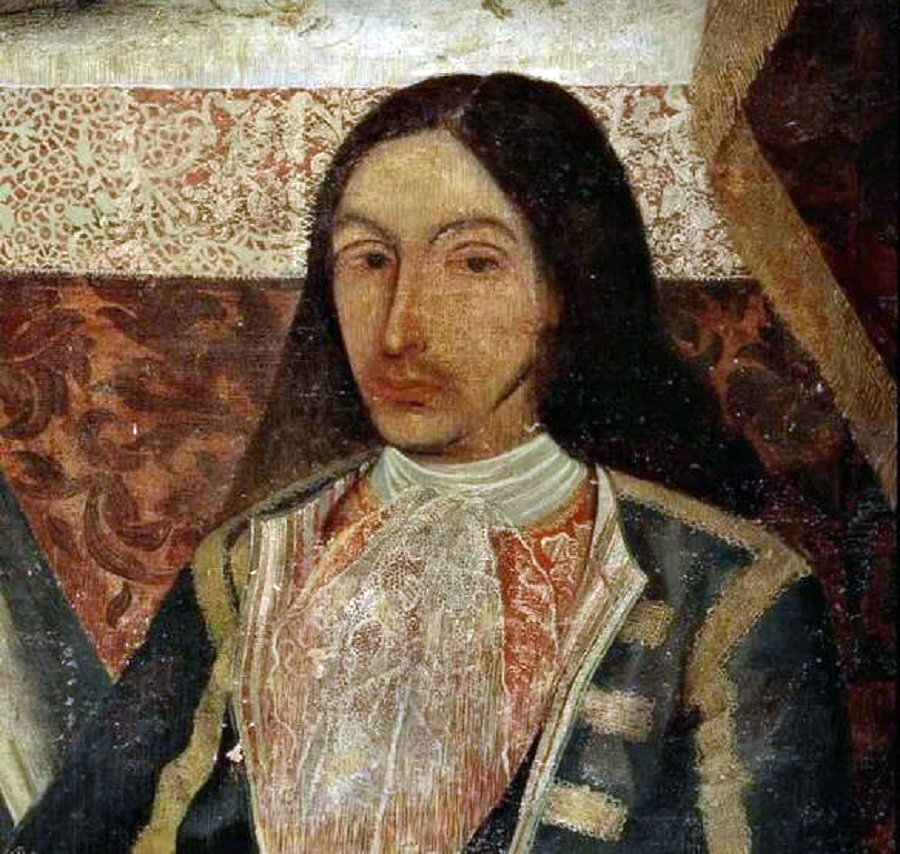
Amaro Pargo, corsar și comerciant spaniol

- 1764: Prințesa Élisabeth Philippine Marie Hélène a Franței (d. 1794)
- 1826: Regele Carol al XV-lea al Suediei și totodată Carol al IV-lea al Norvegiei (d. 1872)
- 1853: Dionisie Florianu, general român în armata austro-ungară (d. 1921)
- 1860: Vito Volterra, matematician italian (d. 1940)
- 1870: Prințesa Elena Victoria de Schleswig-Holstein (d. 1948)
- 1877: Franz Nopcsa, paleontolog transilvănean (d. 1933)
- 1885: Mircea Ion Savul, geolog și geochimist; membru al Academiei Române (d. 1964)
- 1892: Sir George Paget Thomson, fizician englez, laureat al Premiului Nobel pe 1937 (d. 1975)
- 1893: Konstantine Gamsahurdia, scriitor georgian (d. 1975)
- 1889: Trude Schullerus, pictoriță săsoaică (d. 1981)
- 1898: Golda Meir, om politic evreu (d. 1978)
- 1900: Eugenia Babad, cântăreață de operă română (d. 1986)
- 1902: Alfred Kastler, fizician francez, laureat al Premiului Nobel pe 1966 (d. 1984)
- 1903: Bing Crosby, cântăreț, actor american (d. 1977)
- 1904: Octavian Angheluță, pictor român (d. 1978)

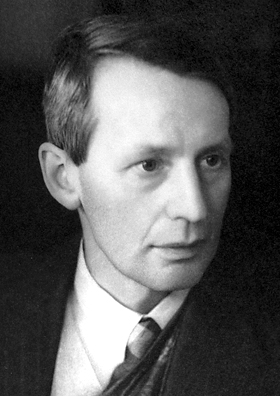
Sir George Paget Thomson, fizician englez, laureat Nobel
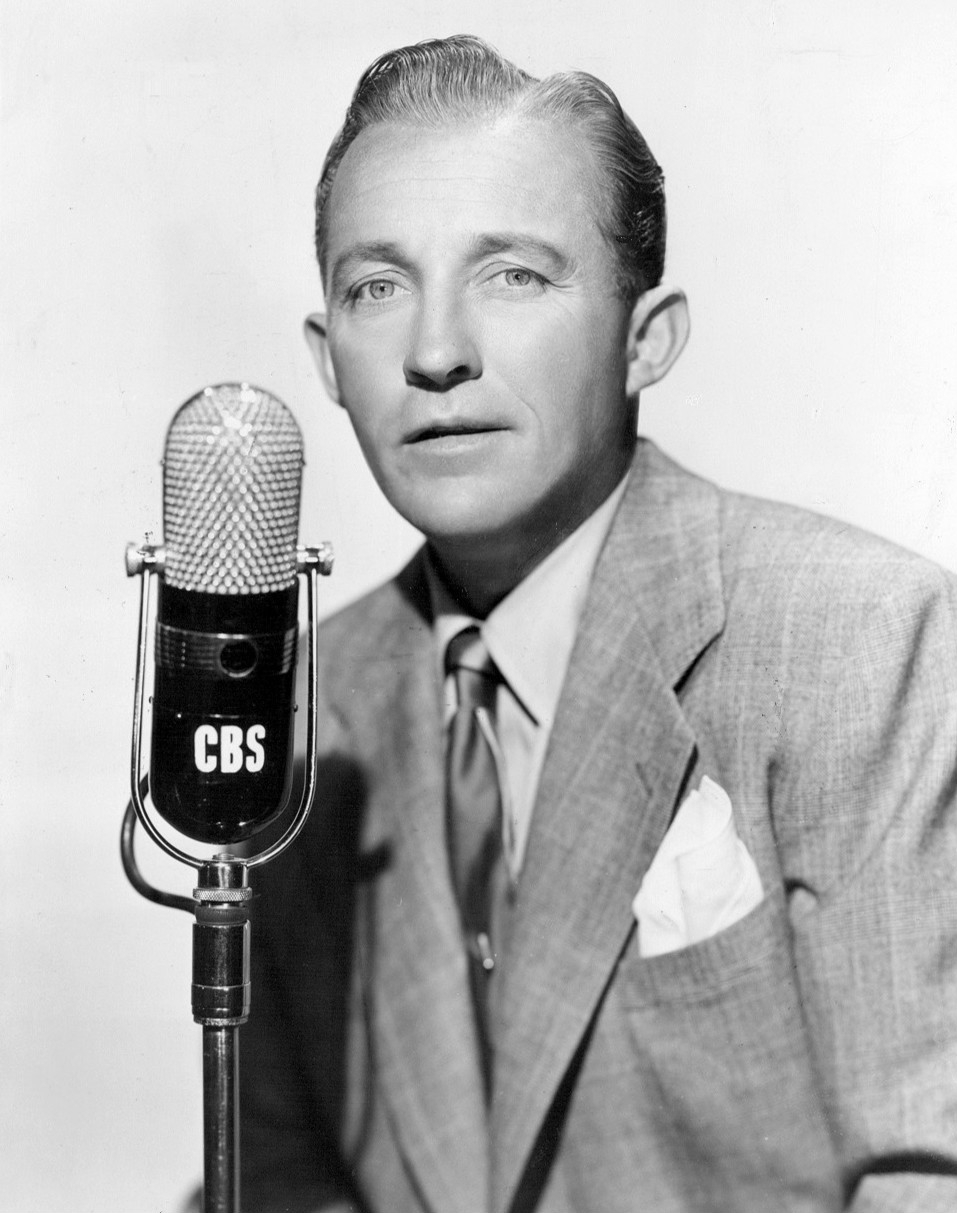
Bing Crosby, cântăreț american
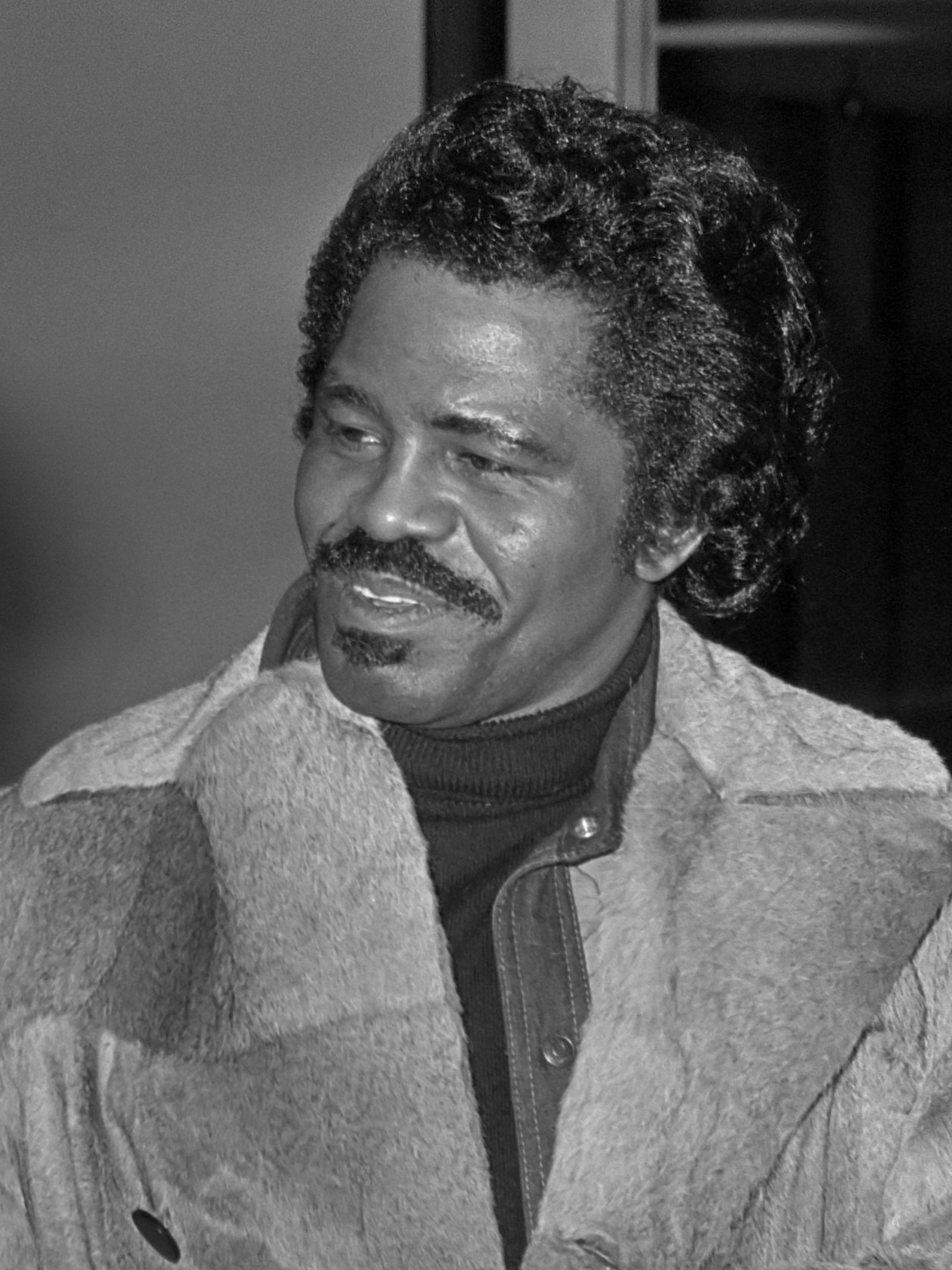
James Brown, cântăreț american

- 1906: Mary Astor, actriță americană, laureată Oscar (d. 1987)
- 1917: Kiro Gligorov, om politic macedonean (d. 2012)
- 1920: Alexandru Pașcanu, compozitor român (d. 1989)
- 1928: Vasile Anestiadi, medic moldovean, patomorfologist d. 2014)
- 1933: James Brown, cântăreț american (d. 2006)
- 1933: George Constantin, actor român de teatru și film (d. 1994)
- 1933: Steven Weinberg, fizician american (d. 2021)
- 1934: Georges Moustaki, compozitor și cântăreț francez de origine greacă
- 1936: Vladimir Zamfirescu, pictor și desenator român (d. 2020)
- 1944: Eusebiu Ștefănescu, actor român de teatru și film (d. 2015)
- 1953: Lidia Bejenaru, interpretă de muzică populară din Republica Moldova (d. 2021)
- 1975: Robert Turcescu, jurnalist român
- 1976: Vanda Hădărean, gimnastă română

## Decese
- 1152: Matilda de Boulogne, regină consort a Angliei (n. 1105)
- 1270: Béla al IV-lea al Ungariei (n. 1206)
- 1294: Ioan I, Duce de Brabant (n. 1252)
- 1481: Mahomed al II-lea, sultan otoman (n. 1432)

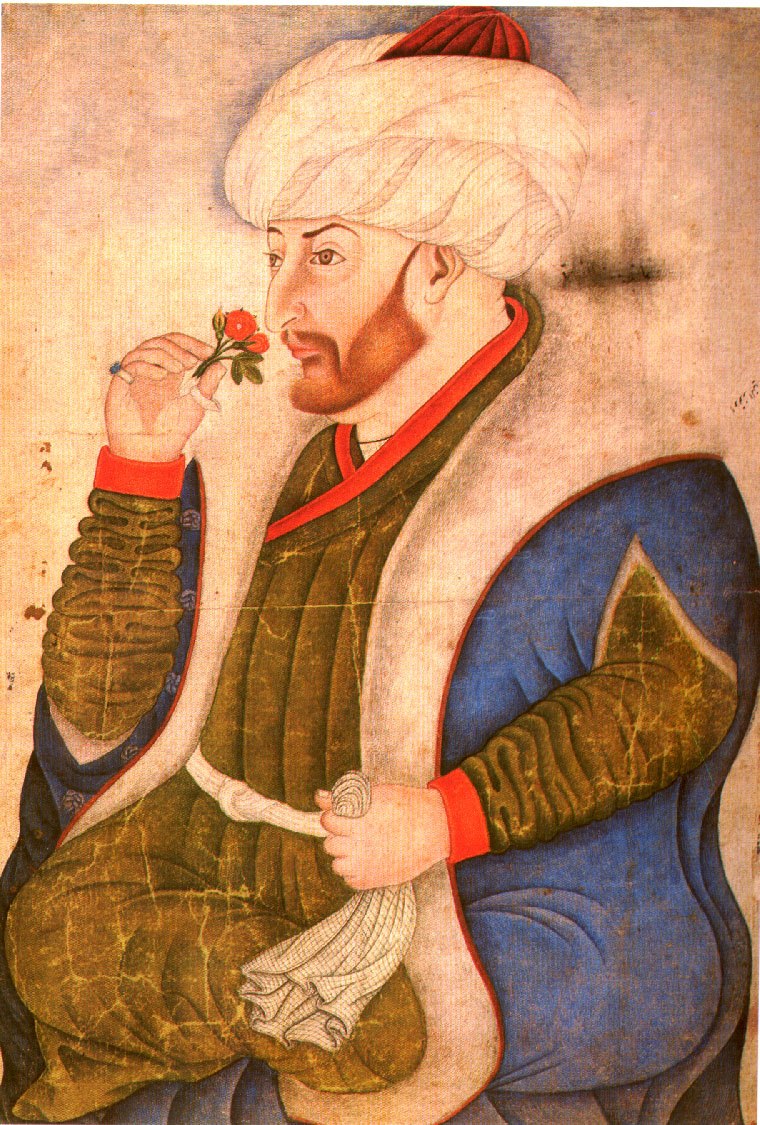
Mahomed al II-lea, sultan otoman
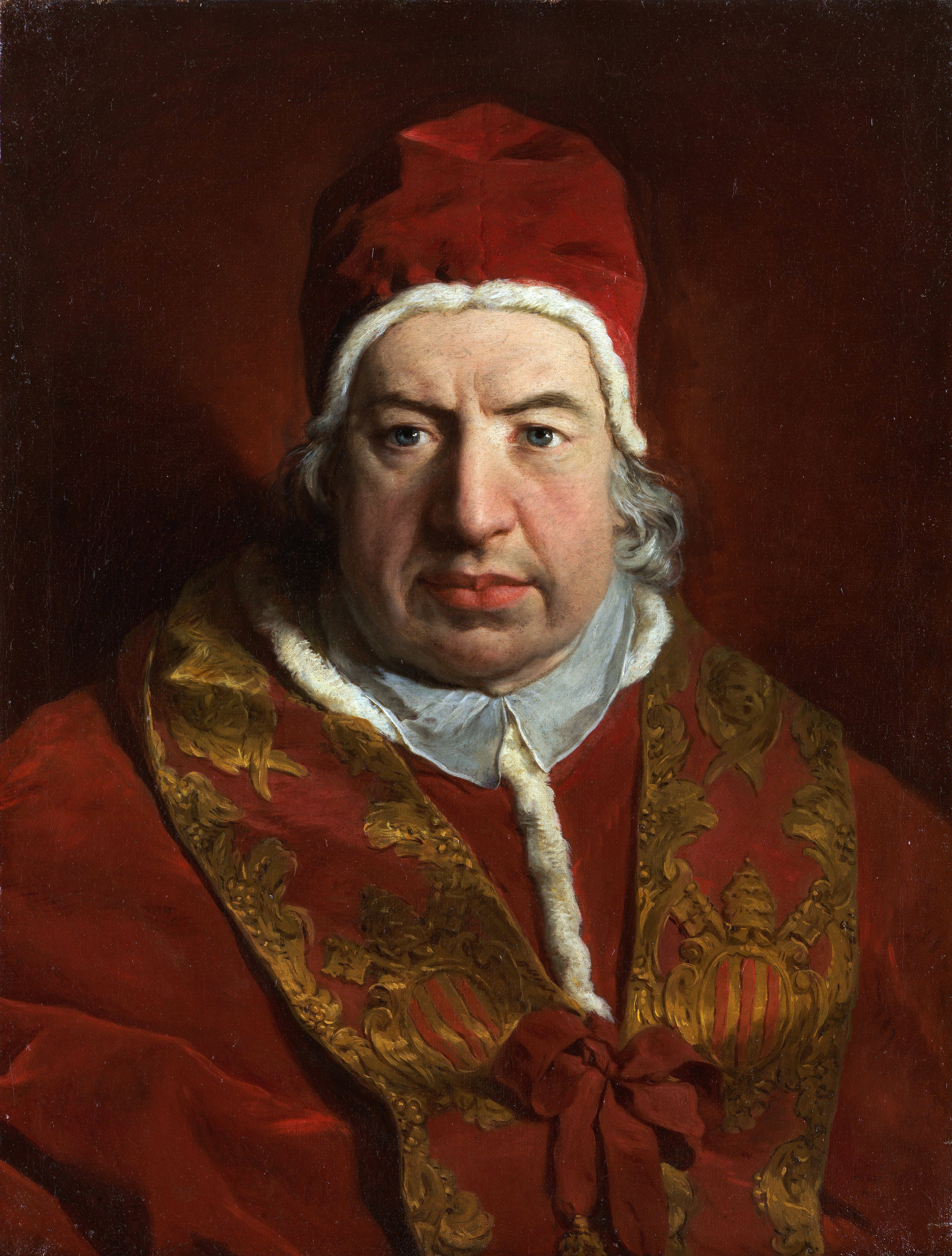
Papa Benedict al XIV-lea
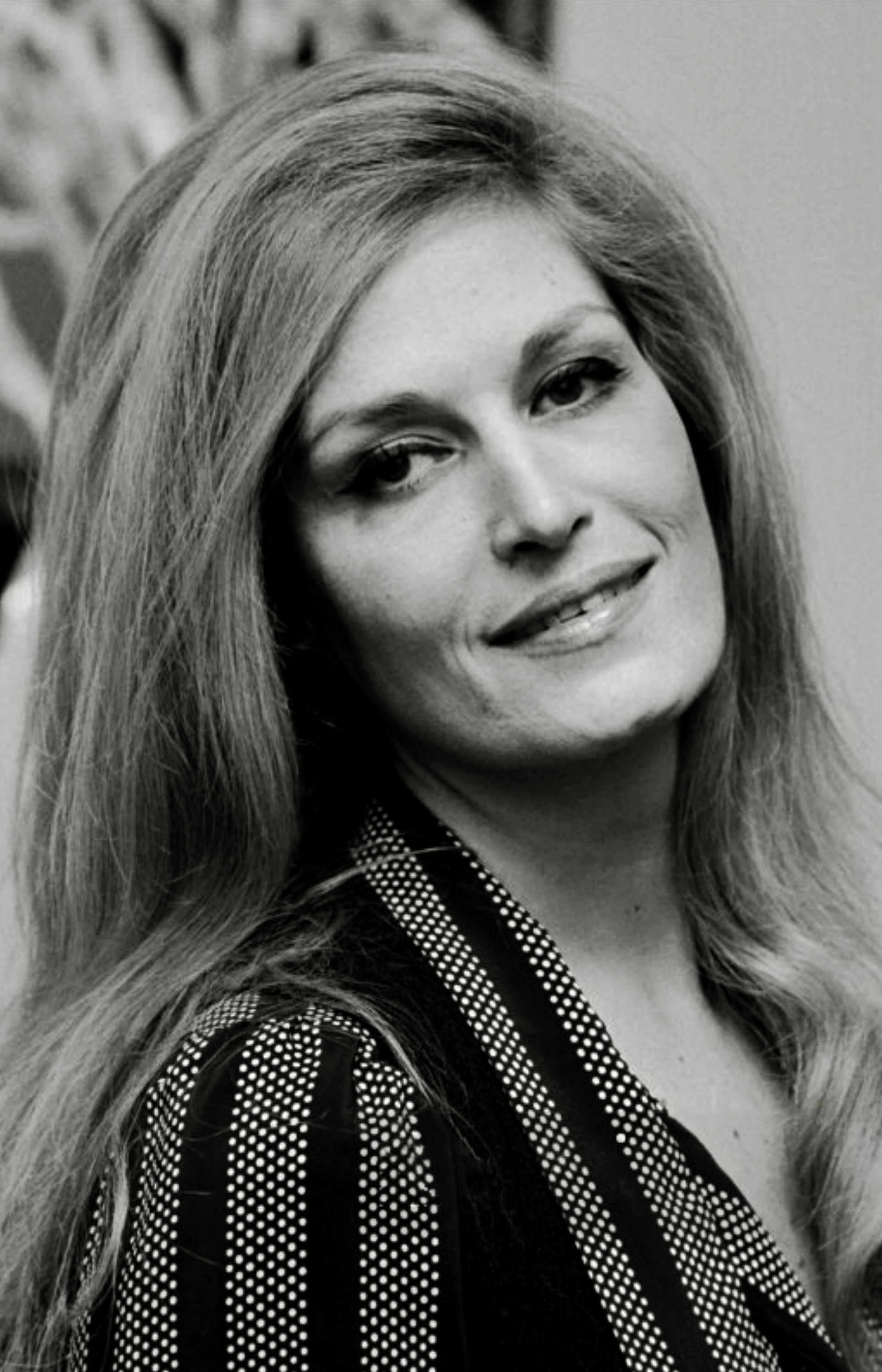
Dalida, cântăreață franceză

- 1758: Papa Benedict al XIV-lea (n. 1675)
- 1845: Thomas Hood, poet englez (n. 1799)
- 1856: Adolphe Adam, compozitor și critic muzical francez (n. 1971)
- 1918: Prințesa Marie Anne de Saxa-Altenburg (n. 1864)
- 1949: Gheorghe Plagino, sportiv de tir român, primul sportiv care a reprezentat România la Jocurile Olimpice (d. 1876)
- 1971: Sidonia Drăgușanu, scriitoare și publicistă română (n. 1908)
- 1987: Dalida, cântăreață franceză (n. 1933)
- 1998: Erich Bergel, dirijor german născut în România (n. 1930)
- 2003: Constantin Piliuță, pictor român (n. 1929)
- 2022: Norman Mineta, politician american (n. 1931)
- 2022: Tony Brooks, pilot englez de Formula 1 (n. 1932)
- 2022: Lino Capolicchio, actor italian de teatru, cinema și televiziune (n. 1943)
- 2022: Stanislav Șușchievici, politician belarus (n. 1934)

## Sărbători
- Ziua Mondială a Libertății Presei
- Ziua Mondială a Astmului (prima zi de marți din luna mai)
- Sărbătoarea națională a Poloniei (adoptarea, în 1791, a „Constituției de la 3 Mai" – a doua constituție democratică din lume, după SUA și prima din Europa)